# Charlie Bartlett
Charlie Bartlett  est un film américain réalisé par Jon Poll, sorti le 22 février 2008.

## Synopsis
Charlie est un élève brillant, très doué mais prêt à tout pour être populaire. Il se fait renvoyer de toutes les écoles huppées qu’il fréquente, entre autres car il fournit des faux permis de voiture aux autres élèves pour être accepté. Il doit donc s’intégrer dans le système public. Le premier jour, il étonne en arrivant en costume et attaché-caisse en guise de sac à dos. Il se fait malmener par une brute du lycée, Murphey. Grâce à une approche psychologique, il arrive à le ramener de son côté et deviennent associés. Charlie donne des consultations psychiatriques gratuites dans les toilettes de l’école, en faisant acheter aux étudiants des médicaments qu’il obtient auprès de ses propres thérapeutes, Murphey étant son assistant.
Peu à peu, il devient ainsi la vedette du lycée…

## Fiche technique
- Titre : Charlie Bartlett
- Titre original : Charlie Bartlett
- Réalisateur : Jon Poll
- Scénario : Gustin Nash
- Musique : Christophe Beck
- Costumes : Luis Sequeira
- Pays de production : États-Unis
- Genre : Comédie dramatique
- Durée : 97 minutes
- Date de sortie :
  - États-Unis : 22 février 2008

## Distribution
- Anton Yelchin (VF : Donald Reignoux ; VQ : Nicolas Bacon) : Charlie Bartlett
- Robert Downey Jr. (VF : Bernard Gabay ; VQ : Daniel Lesourd) : le directeur, Nathan Gardner
- Hope Davis (VQ : Nathalie Coupal) : Marilyn Bartlett
- Kat Dennings (VF : Olivia Luccioni ; VQ : Stéfanie Dolan) : Susan Gardner
- Tyler Hilton (VQ : Nicholas Savard L'Herbier) : Murphey Bivens
- Mark Rendall (VQ : Xavier Dolan) : Kip Crombwell
- Dylan Taylor (VQ : Tristan Harvey) : Len Arbuckle
- Megan Park (VQ : Aurélie Morgane) : Whitney Drummond
- Jake Epstein : Dustin Lauderbach
- Jonathan Malen (VF : Yoann Sover ; VQ : Hugolin Chevrette) : Jordan Sunder
- Derek McGrath (VQ : Denis Michaud) : Sedgwick
- Stephen Young : Dr Stan Weathers
- Ishan Davé (VQ : Guillaume Champoux) : Henry Freemont
- David Brown : Officier Hansen
- Eric Fink : Thomas

Source et légende : Version française (VF) et Version québécoise (VQ) sur Doublage Québec.

## Bande originale
- Le groupe Spiral Beach signe 3 chansons sur cette bande originale.